# Piet Jacobszoon
Pieter Johannes (Piet) Jacobszoon (Amsterdam, 23 augustus 1903 – Wieringermeer, 14 september 1972) was een topzwemmer uit Nederland, die zijn vaderland eenmaal vertegenwoordigde bij de Olympische Spelen: 'Parijs 1924'.
In de Franse hoofdstad, in het 50-meterbassin van het zwemstadion Georges Valéry van Parijs, werd Jacobszoon voortijdig (zesde serie) uitgeschakeld op het koningsnummer van de zwemsport, de 100 meter vrije slag. Hij maakte daar deel uit van een tien zwemmers (zes mannen, vier vrouwen) tellende ploeg. Jacobszoon overleed in 1972, op 69-jarige leeftijd in de gemeente Wieringermeer.